# Sabatia arenicola
Sabatia arenicola là một loài thực vật có hoa trong họ Long đởm. Loài này được Greenm. miêu tả khoa học đầu tiên năm 1899.